# Nielsen & Nielsen Holding
Die  Nielsen & Nielsen Holding ist eine dänische Industrieholding mit etwa 1.700 Mitarbeitern.
1953 gründete der Ingenieur Bror Kruse das Unternehmen Micro Matic, einen Hersteller von Ausschanksystemen. 1974 übernahmen fünf leitende Angestellte das Unternehmen durch einen Management-Buy-out. Heute ist das Unternehmen im Besitz der Nielsen & Nielsen Holding von Svend-Aage und Carl Christian Nielsen.
1989 wurde der Rolltorhersteller Nassau Door gekauft. 1998 wurde die Kölner Firma Thelen & Rodenkirchen übernommen. 2015 wurde die Tochtergesellschaft Triax an Polaris Private Equity verkauft.

## Tochtergesellschaften
- Micro Matic: Zapfköpfe, Druckminderer, Schanksäulen
  - Valpar: Getränkeschläuche[2]
- Nassau Door: Rolltore
- Senmatic: Temperatur-/Feuchtesensoren, Gewächshaussteuerungen[8]